# Fiorinia geijeriae
Fiorinia geijeriae är en insektsart som beskrevs av Walter Wilson Froggatt 1914. Fiorinia geijeriae ingår i släktet Fiorinia och familjen pansarsköldlöss. Inga underarter finns listade i Catalogue of Life.